# 570 Кітера
570 Кітера (570 Kythera) — астероїд зовнішнього головного поясу, відкритий 30 липня 1905 року Максом Вольфом у Гейдельберзі.
Тіссеранів параметр щодо Юпітера — 3,130.